# Tomáš Mičola
Tomáš Mičola (Ostrava, 26 settembre 1988) è un ex calciatore ceco, centrocampista del Baník Ostrava.

## Caratteristiche tecniche
Ala sinistra, può giocare nello stesso ruolo sulla fascia opposta.

## Carriera

### Club
Il 1º luglio del 2010 si trasferisce al Brest per 750 000 euro. Il 29 agosto 2012 passa allo Slavia Praga per 500 000 euro.